# Anthela pyromacula
Anthela pyromacula is een vlinder uit de familie van de Anthelidae. De wetenschappelijke naam van de soort is voor het eerst geldig gepubliceerd in 1905 door Oswald Beltram Lower.